# Crenicichla coppenamensis
Crenicichla coppenamensis és una espècie de peix de la família dels cíclids i de l'ordre dels perciformes.

## Morfologia
Els mascles poden assolir els 17,9 cm de longitud total.

## Distribució geogràfica
Es troba a Sud-amèrica: Surinam.